# ساره إيراني
ساره إيراني (بالإيطالية: Sara Errani) (مواليد 29 أبريل 1987) هي لاعبة كرة مضرب إيطالية وتحرز بطولات في فئة الفردي والزوجي وتصنيفها بالنسبة للاعبي إيطاليا فهي تحتل المرتبة الأولى، وتحتل المرتبة السابعة في تصنيف رابطة محترفات التنس في فئة الفردي وترتيبها الثاني في فئة الزوجي، وقد حازت على ستة بطولات في فئة الفردي.

## روابط خارجية
- ساره إيراني على موقع رابطة محترفات التنس (الإنجليزية)
- ساره إيراني على موقع الاتحاد الدولي لكرة المضرب (الإنجليزية)
- ساره إيراني على موقع كأس بيلي جين كينغ (الإنجليزية)
- ساره إيراني على موقع بطولة ويمبلدون (الإنجليزية)
- ساره إيراني على موقع خلاصة التنس.كوم (الإنجليزية)
- ساره إيراني على موقع إي إس بي إن.كوم (الإنجليزية)
- ساره إيراني على موقع اللجنة الأولمبية الدولية (الإنجليزية)
- ساره إيراني على موقع أوليمبيديا (الإنجليزية)
- ساره إيراني على موقع اللجنة الأولمبية الإيطالية (الإيطالية)